# Marcel Frémiot
Pour les articles homonymes, voir Frémiot.
Marcel Frémiot, né le 29 février 1920 à Paris et mort le 17 janvier 2018 à Marseille, est un compositeur et musicologue français.

## Aperçu biographique
Frémiot est élève du Conservatoire de Paris et de René Leibowitz. Il s'initie à la musicologie auprès de Vladimir Fedoroff. 

Il est directeur artistique ou preneur de son dans plusieurs maisons de disques (Le Chant du Monde, Harmonia Mundi, disques Jéricho). À partir de 1966, il est professeur d'histoire de la musique au conservatoire de Marseille. En 1967-1968, il suit le stage du Groupe de recherches musicales (GRM) sous la direction de Pierre Schaeffer. 

En 1968, il est le professeur de la première classe de musique électroacoustique au conservatoire à rayonnement régional de Marseille, créée à l'initiative de son directeur Pierre Barbizet. En 1970, il crée le Groupe de musique expérimentale de Marseille (GMEM). En 1984, il crée le Laboratoire Musique et informatique de Marseille (MIM).

## Publications
Elle compte environ 120 œuvres de musique instrumentale, électroacoustique, vocale, chorale, de scène ou de film.
Il a écrit de nombreux articles dans l' Encyclopédie de la Musique (Fasquelle), Twenty Century Music (éditions Calder, Londres), l' Histoire de la musique (collection La Pléiade), l'Encyclopédie des musiques sacrées (éditions Labergerie), Musik in Geschichte und Gegenwart, The New Grove Dictionary.
Il est l'auteur de nombreuses analyses d'œuvres et a participé aux ouvrages collectifs suivants :
- Les Unités sémiotiques temporelles (UST), éléments nouveaux d'analyse musicale (MIM éditeur, 1996)
- Ouïr, entendre, écouter, comprendre après Schaeffer (dir. François Delalande, Buchet/Chastel, 1999)
- Les Unités sémiotiques temporelles (UST), nouvelles clés pour l’écoute, outil d’analyse musicale (MIM éditeur, 2003)